# 제16회 부산국제어린이청소년영화제
제16회 부산국제어린이청소년영화제는 2021년 7월 5일에 열린 시상식이다.

## 수상 및 후보

### 마법의 필름 상
- 피카소 - 우시노 로키나 외 6명 수상
- 엄마 - 아담 판디 수상
- 혼란 속의 기억 - 데이비드 덥 - 페이션 수상

### 파란하늘상
- 우유폭탄 - 매안초등학교 영화제작부 수상
- 찌개 - 김보경 수상
- 타짱 - 이성욱 수상

### 넓은바다상
- 링크 연필 - 슬기로운 초등생활 수상
- 91번째 목소리 - 김동준 수상
- 위선자들 - 이태양 수상

### 맑은바람상
- 게임 플레이! - 슬기로운 초등생활 수상
- 원예 이야기 - 이희원 수상
- 봄 - 안병우 수상

### 아시아타이업상
- 그까짓 거 - 김경범 수상
- 나를 도와줘 - 칠암초등학교 영화심화반 수상
- 여행 - 정나무 수상

### 마음의 별빛상
- 마고와 마게리트의 환상의 시간여행 - 피에르 꼬레 수상
- 미카 - 이스마일 파루키 수상
- 수라 - 정해지 수상
- 우주소년 - 올리비에 페루 수상
- 지금이 아니면 안 된다냥 - 니라자 라즈 수상
- 공룡을 쫓는 내 동생 - 스테파노 치파니 수상
- 모한의 꿈 - 알랍 타나 수상
- 웜홀 - 김다솔 수상

### 레디~액션! 12
- 게임 플레이! - 슬기로운 초등생활
- 뒤바뀐 세상 - 엘러펀트 협회
- 나를 도와줘 - 칠암초등학교 영화심화반
- 괜찮아 - Sharifah Nuralyaa Syed Azhar
- 19 - Jack Zheng 외 1명
- 그림 세상 - 툰 클럽의 학생들
- 피카소 - 우시노 로키나 외 6명
- 좀비 탈출 - 매안초등학교 영화제작부
- 우유폭탄 - 매안초등학교 영화제작부
- 링크 연필 - 슬기로운 초등생활

### 레디~액션! 15
- 친구란 무엇인가? - 카티아 수시크
- 찌개 - 김보경
- 집 - 에이바 바운드
- 여행 - 정나무
- 엄마 - 아담 판디
- 봄 - 안병우
- 별 보러 가자 - 김태현 외 1명
- 도움 - 지바르 파라자데
- 달라도 좋아 - 표트르 카즈미어자크
- 91번째 목소리 - 김동준

### 레디~액션! 18
- 원예 이야기 - 이희원
- 혼란 속의 기억 - 데이비드 덥 - 페이션
- 해장 - 김건희
- 하이 채플린! - 김태유
- 포도 - 김승미 외 1명
- 타짱 - 이성욱
- 죽음의 날 - 케리 럼
- 위선자들 - 이태양
- 그까짓 거 - 김경범
- Inhibitor - Jessica Herlitz 외 1명
- 어항 - 아프리다 메자빈
- 아이 - 이성경
- 부활 (2020년 영화)|부활 - 야오 시온제
- 밸리댄스 - 연혜린
- 박하사탕 - 박유빈
- The Catfish Club - Jack Sharkey 외 5명
- 마음의 용서 - 후안카 지라르도
- 낙엽 - 정현우
- 그 때 - 브룩스 릴
- 영광의 나날 - 에반 올로우

### 리본더비키
- 컬러-오색비빔밥 - 옹골찬 Cine de 대연
- 이.학.입? - 옹골찬 Cine de 대연
- 이름 모를 씨앗 - 문준서
- 학교 가자! - 이드리자 초등학교 영화 클럽
- 피아노와 나 - 파블로 이란조 피네다
- 달라진 일상 - 아트 조쉬
- 경고 - 에이바 스카이 바튼
- 감사 - 라야 마틱샤라 마티알라간
- 오늘의 점심은 무엇인가 - 이하은 외 1명
- 레이스 - 장서윤
- 산림 속 짧은 모험 - 타빈 맥켈리스터
- 커먼데이 - 김경범
- 파인딩 마이 패스 - 강민혁
- 도도새를 찾아라 - 김명서
- 별들의 춤 - 고나예
- 수상한 배달 - BFI 영화 아카데미 외 1팀

### 야외극장-달빛별빛
- 고 피쉬! - 숀 패트릭 오레일리
- 슈퍼펫 - 벤 스미스
- 에이브의 쿠킹 다이어리 - 페르난도 그로스테인 안드레이드
- 트롤킹 - 케빈 먼로

### 특별전
- 그레타 툰베리 - 나탄 그로스만
- 내가 가장 좋아하는 전쟁 - 일제 부르코브스카 야콥슨
- 용서 받은 아이들 - 나이토 에이스케
- 앨리스 주니어 - 길 바로니
- 침묵의 숲 - 커첸넨
- 난민 - 후안 안토니오 모레노
- 민병대 - 피어 필리프 체비니
- 선물 - 아딧야 아흐메드
- 생존자 로카야 - 디아나 사케브
- 우리의 밤은 깨어있다 - 궉 준

### 나를 찾아서
- 엠마 - 줄리오 바세나스
- 메즈큇스 하트 - 아나 로라 칼데론
- 미카 - 이스마일 파루키
- 웬 히틀러 스톨 핑크 래빗 - 카롤리네 링크
- 꿈속의 타리크 - 무라트 체리
- 델핀 - 가스파 쉐우어
- 유년의 기억 - 스 신
- 크리스토, 복수하다 - 게르그기 쿠바니
- 루루트 - 후베르트 비엘
- 영 줄리엣 - 안 에몽
- 퍼펙트 10 - 에바 라일리
- 마틸다의 공부비법 - 이그나스 메이루나스
- 버드 보이 - 시몬 레렝 빌몽
- 섬 소년 브라히 - 빅토르 시구르욘슨
- 나의 주말 - 허재원
- 아홉 살의 사루비아 - 장나리
- 거리의 아이 - 무하마드 알무니
- 수라 - 정해지
- 터칭 - 도미니크 조지

### 너와 더불어
- 글래스보이 - 사무엘 로시
- 래시 컴 홈 - 올더디센 하노
- 토토리! 우리 둘만의 여름 - 실리에 살로몬센 외 1명
- 꿈꾸는 나비 - 모하마드 살리하네자드
- 더 크로싱 - 요한 헬글란드
- 우주소년 - 올리비에 페루
- 우당탕탕FC - 나데레 투르카마니
- 달콤씁쓸한 - 알렉산드리 록웰
- 먼데이의 위대한 여정 - 커트 마틴
- 마마, 마마, 마마 - 솔 베루에조 피숑-리비에르
- 이젠 떠나야 해요 - 노암 뎀스키 외 1명
- 질주하는 청춘 - 카를로스 아멜라
- 엄마는 쏟아지는 비처럼 - 위고 드 포콩프레
- 오디세이 - 엠마누엘 마타나
- 생일 축하해, 와라타우 - 야콥 얌싸
- 파편들 - 아론 호르바트 보트카
- 지금이 아니면 안 된다냥 - 니라자 라즈
- 놀과 아담 - 림 나클리
- 방콕의 밤 - 누타왓 아타사왓
- 주인 - 안용해

### 다름 안에서
- 걸리버 리턴스 - 일리야 막시모프
- 어 스쿨 인 본 힐 - 베타니아 캅파토
- 고릴라 별 - 린다 함박
- 내 동생 옥산나 - 알렉산드르 갈리빈
- 공룡을 쫓는 내 동생 - 스테파노 치파니
- 굿바이, 나의 소련 - 로리 랜들러
- 다니엘 16 - 디미트리스 코체아바사코
- 라말라에서 온 피아니스트 - 아비다 리브니
- 바람 속의 켄자 - 에체 항가
- 빈스 - 트레이시 디어
- 아카사, 마이 홈 - 라두 치오르니치우크
- 침팬지를 찾아서 - 캐롤라인 티리온
- 노라의 특별한 여름 - 레오니 크리펜도르프
- 길 - 마릿 비어헤임
- 댄스 레슨 - 카밀라 마기드
- 보금자리 - 조 데바이스 외 4명
- 연 - 세예드 파얌 호세이니
- 모한의 꿈 - 알랍 타나
- The Invention of Less - Noah Erni
- You Are Not a Kiwi - Maria Saveleva
- 도라포 이즈 파인 - 에토시아 힐튼
- 아들의 이름 - 마르티나 마츠킨
- 해마 - 넬레 드넨캠프
- 폭발하기 전에 - 로베르토 페레즈 톨레도

### 경계를 넘어
- 신나는 마법 동물 학교 - 그레고르 슈니츨러
- 잊혀진 크리스마스 - 안드레아 에케르봄
- 펠릭스와 모가의 보물 - 니콜라 르메이
- 드래곤 걸 - 카타리나 로닝
- 캘러미티 제인 - 레미 샤예
- 마고와 마게리트의 환상의 시간여행 - 피에르 꼬레
- 숲의 요정 시히야 - 마리아 피쾨
- 페퍼콘 탐정단과 심해의 비밀 - 크리스티안 티드
- 가가린 - 파니 리에타르 외 1명
- 넬리 랩 - 몬스터 에이전트 - 아만다 아돌프슨
- 바이킹 프로젝트 - 베누아 필론
- 리프 - 알리오나 바라노바
- A Tiny Tale - Sylvain Cuvillier 외 5명
- 빛 - 파울로 니자
- 빵삥뿡뺑 - 이현경
- 알바 - 엘바 아리에타 타부조
- 여행의 시작 - 팅 메이 션 외 1명
- 예술공원의 고양이 - 김혜련
- 주머니 속의 친구들 - 나탈리아 그로프펠
- 피콜리노의 모험 - 지오바니 마크셀리
- 렘 - 김미래
- 할머니의 다락방 - 앨리스터 커
- 손대지 마시오 - 카푸신 구글렛
- 슬픔을 극복하는 방법 - 마크 마르티네즈 외 1명
- 웜홀 - 김다솔

### 아시아 파노라마
- 종착역 - 권민표 외 1명
- 안녕! 타피르 - 케스빈 치
- 홈런: 야구소년 - 쉬 후이 징
- 티벳의 바람 - 다드렌 왕걀
- 명랑고딩 - 칼 글렌 바릿
- 목격자 - 알리 아스가리
- 안바르 - 쇼케야콘 수프코노프 이슬로요비히
- 땅 없는 집 - 푸트리 푸르나마 사가
- 새 가족 - 김규진
- 아귀도 - 정재훈
- 자말 - 무하마드 후리 파달리

### 체크 더 체코!
- Wildlife Crossing - Noro Drziak 외 1명
- 꼬마 지렁이를 - 갈 자로미르
- 나무 이야기 - 미카엘라 마샤노바
- 넌 참 운이 좋구나! - 주자나 브라카츠코바
- 늑대와 함께 보낸 시간 - 노에미 발렌티니 외 1명
- 체리나무 - 에바 드보라코바
- 쿠스토 - 야쿱 쿠릴
- 호기심 많은 고양이 어윈 - 페트르 진드라
- 콘크리트 정글 - 마리 우르반코바